# What is Life
«What is Life» —en españolː "Qué es la Vida"— es una canción de George Harrison, la primera pista del lado B de su álbum en solitario de 1970 All Things Must Pass. Fue lanzada el 15 de febrero de 1971, como segundo sencillo de ese álbum, en los Estados Unidos, junto con otro tema del álbum, "Apple Scruffs". El 27 de marzo alcanzó el puesto 10 en el Billboard Hot 100.
La canción fue coproducida por George Harrison y Phil Spector, quien también produjo (entre otras) una de las canciones más conocidas de Harrison, My Sweet Lord.
Una versión instrumental, que aparece en la reedición de All Things Must Pass en 2001 y contiene el sonido de una trompeta piccolo y un oboe, fue descartada originalmente porque a Harrison "no le gustaba el ritmo".

## Otras versiones
El pianista británico Ronnie Aldrich hizo un cover de la canción, así como de My Sweet Lord, en su álbum de 1971 titulado Love Story.
La cantante de pop australiana Olivia Newton-John grabó una versión de «What Is Life» y llegó al Top 20 del Reino Unído y EE. UU. en 1972.
El cantante de Folk rock estadounidense Shawn Mullins también realizó en 1999 una versión para la banda sonora original de la película «Un papá genial» (protagonizada por Adam Sandler)

## Personal (versión de George Harrison)
- George Harrison - guitarra y voz
- Eric Clapton - guitarra
- Bobby Whitlock - piano
- Pete Ham - guitarra acústica
- Tom Evans - guitarra acústica
- Joey Molland - guitarra acústica
- Peter Frampton - guitarra acústica (posiblemente)[2]
- Carl Radle - bajo
- Bobby Keys - saxofón
- Jim Price - trompeta
- Jim Gordon - batería
- Mike Gibbins - pandereta
- Arreglos de cuerda por John Barham[2]

## Posición en listas

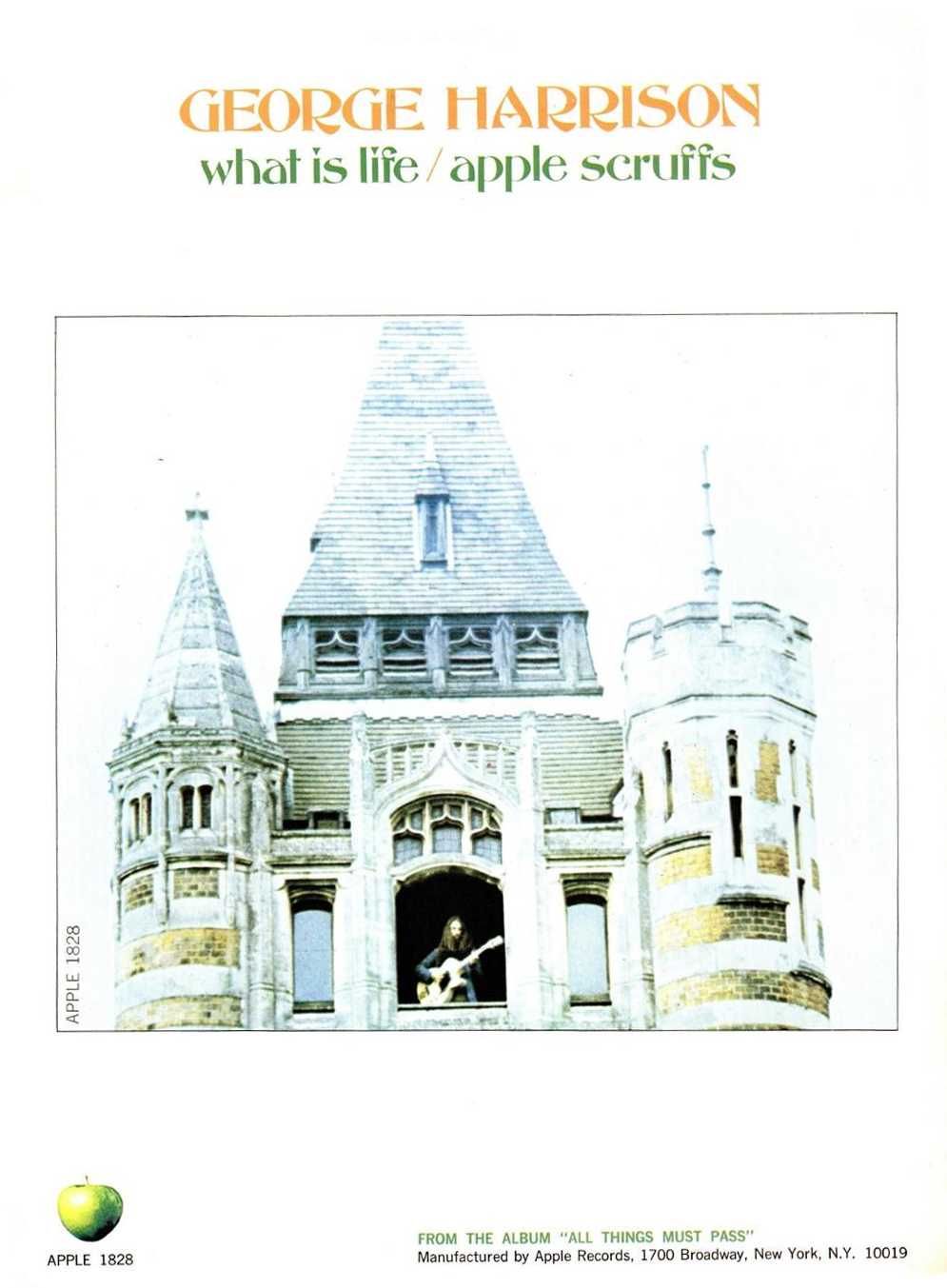
Anuncio en Billboard (1971)

| Lista (1971)                     | Mejor posición |
| -------------------------------- | -------------- |
| Swiss Singles Chart              | 1              |
| Spanish Singles Chart            | 3              |
| Dutch Singles Chart              | 2              |
| German Singles Chart             | 3              |
| Austrian Singles Chart           | 5              |
| Norwegian VG-lista Singles Chart | 7              |
| U.S. Billboard Hot 100           | 10             |
| Japanese Oricon Singles Chart    | 19             |